# اولاویر اسکولاسون
اولاویر اسکولاسون (انگلیسی: Ólafur Ingi Skúlason؛ زادهٔ ۱ آوریل ۱۹۸۳) بازیکن فوتبال اهل ایسلند است.
از باشگاه‌هایی که در آن بازی کرده‌است می‌توان به باشگاه فوتبال آرسنال، باشگاه فوتبال برنتفورد، باشگاه فوتبال زولته وارخم، باشگاه فوتبال فیلکیر، باشگاه فوتبال هلسینگبورگس، باشگاه فوتبال فیلکیر و باشگاه ورزشی گنچلربیرلیغی اشاره کرد.
وی همچنین در تیم‌های ملی فوتبال تیم ملی فوتبال ایسلند بازی کرده‌است.